# Eucalyptus flocktoniae
Eucalyptus flocktoniae är en myrtenväxtart som först beskrevs av Joseph Henry Maiden, och fick sitt nu gällande namn av Joseph Henry Maiden. Eucalyptus flocktoniae ingår i släktet Eucalyptus och familjen myrtenväxter. Inga underarter finns listade i Catalogue of Life.